# Rivolta di Boudicca
La rivolta di Boudicca fu una sollevazione armata delle tribù celtiche britanniche degli Iceni e dei Trinovanti contro l'Impero romano verificatasi nel biennio 60-61 d.C. nella provincia romana della Britannia guidata da Boudicca, regina degli Iceni. Il casus belli fu il mancato rispetto da parte dei romani di un accordo stretto con il marito di Boudicca, Prasutago, riguardo alla successione del suo regno alla sua morte. Le forze di Boudicca distrussero tre importanti insediamenti romani, Camulodunum (l'odierna Colchester), Londinium (Londra) e Verulamium (l'odierna St Albans), uccidendovi gran parte dei residenti. Un esercito romano in inferiorità numerica sotto Gaio Svetonio Paolino sconfisse gli insorti nelle Midlands lungo la Watling Street, nella battaglia della strada Watling, ponendo fine alla ribellione.
Le fonti scritte di gran lunga più importanti per gli eventi sono gli Annales dello storico romano Tacito, e la Romaiká dell'ellenista Cassio Dione. L'archeologia ha svolto un ruolo importante nella ricostruzione degli eventi sin dagli anni '20, in particolare gli scavi nelle città di Colchester, Londra e St Albans e i ritrovamenti nell'East Anglia, l'area di insediamento di Iceni e Trinovanti.
La ribellione di Boudicca è un evento di grande importanza nella narrazione storica britannica, spesso paragonata alle ribellioni in altre parti dell'impero romano, come la rivolta di Arminio in Germania o la rivolta di Vercingetorige in Gallia. Boudicca e la sua ribellione sono state un motivo popolare in Inghilterra sin dal Rinascimento nella letteratura, nell'arte e (dal XX secolo) nel cinema e nella televisione.

## Esegesi delle fonti
Poiché le tribù celtiche della Gran Bretagna non tramandavano la loro storia per iscritto, le fonti antiche della ribellione di Boudicca sono quelle della storiografia romana, integrate, in età moderna, da reperti provenienti da scavi archeologici.
Le fonti scritte della ribellione di Boudicca sono gli Annales dello storico romano Tacito e la Romaiká dell'ellenista Cassio Dione. Entrambi gli autori riferiscono ampiamente sulla rivolta, ma differiscono in alcuni dettagli l'uno dall'altro. Tacito cita la rivolta molto più brevemente nella biografia del suocero Agricola, De vita et moribus Iulii Agricolae. Sia Tacito sia Dione non furono testimoni oculari degli eventi in Gran Bretagna, né scrissero immediatamente dopo gli eventi. Tacito è considerato più affidabile da molti storici perché visse più vicino all'evento e probabilmente ricevette una conoscenza dettagliata della ribellione di Boudicca da suo suocero Agricola che all'epoca si trovava in Gran Bretagna. I discorsi tramandati dai due scrittori, che i capi militari Boudicca e Svetonio tennero prima della battaglia decisiva, con ogni probabilità non sono autentici. Gli autori classici di solito mettono in bocca ai loro personaggi principali discorsi fittizi, anche per trasmettere al pubblico la propria comprensione degli eventi.
Rilevanti per la ricostruzione degli eventi sono, per nostra fortuna, i reperti archeologici. Particolarmente importante è quello che gli archeologi inglesi hanno chiamato "Boudican destruction horizon" o "BDO" (letteralmente: "orizzonte di distruzione di Boudicca"): una stratigrafia di materiale bruciato spesso da pochi centimetri a 100 cm trovato durante gli scavi a Colchester, Londra e St Albans. Il BDO contiene principalmente canniccio bruciato e muri di fango. Normalmente tali muri di canniccio e fango marcirebbero, ma l'intenso calore del fuoco provocò la cottura delle componenti argillose delle pareti, dando luogo ad una sostanza dura, paragonabile alla ceramica. A Colchester, nel BDO sono stati trovati anche frammenti di stoviglie romane di tipo ceramica sigillata provenienti della Gallia meridionale (c.d. "Sigillata gallica") e alcune monete romane dell'epoca di Agrippa e Claudio, il che rende plausibile datare il BDO al biennio 60-61 d.C. Reperti simili sono stati rinvenuti anche durante gli scavi a Londra.
Per gli archeologi, la prova stratigrafica indica che gli insediamenti romani dell'epoca furono effettivamente bruciati come descritto nelle fonti antiche. Mentre le prime ricerche archeologiche nella prima metà del XX secolo attribuivano spesso unilateralmente prove di incendi negli strati di scavo romani alla ribellione di Boudicca, in tempi recenti la ricerca ha assunto una visione più differenziata e ha anche trovato prove di incendi del periodo romano che devono essere datati successivamente.

## Contesto

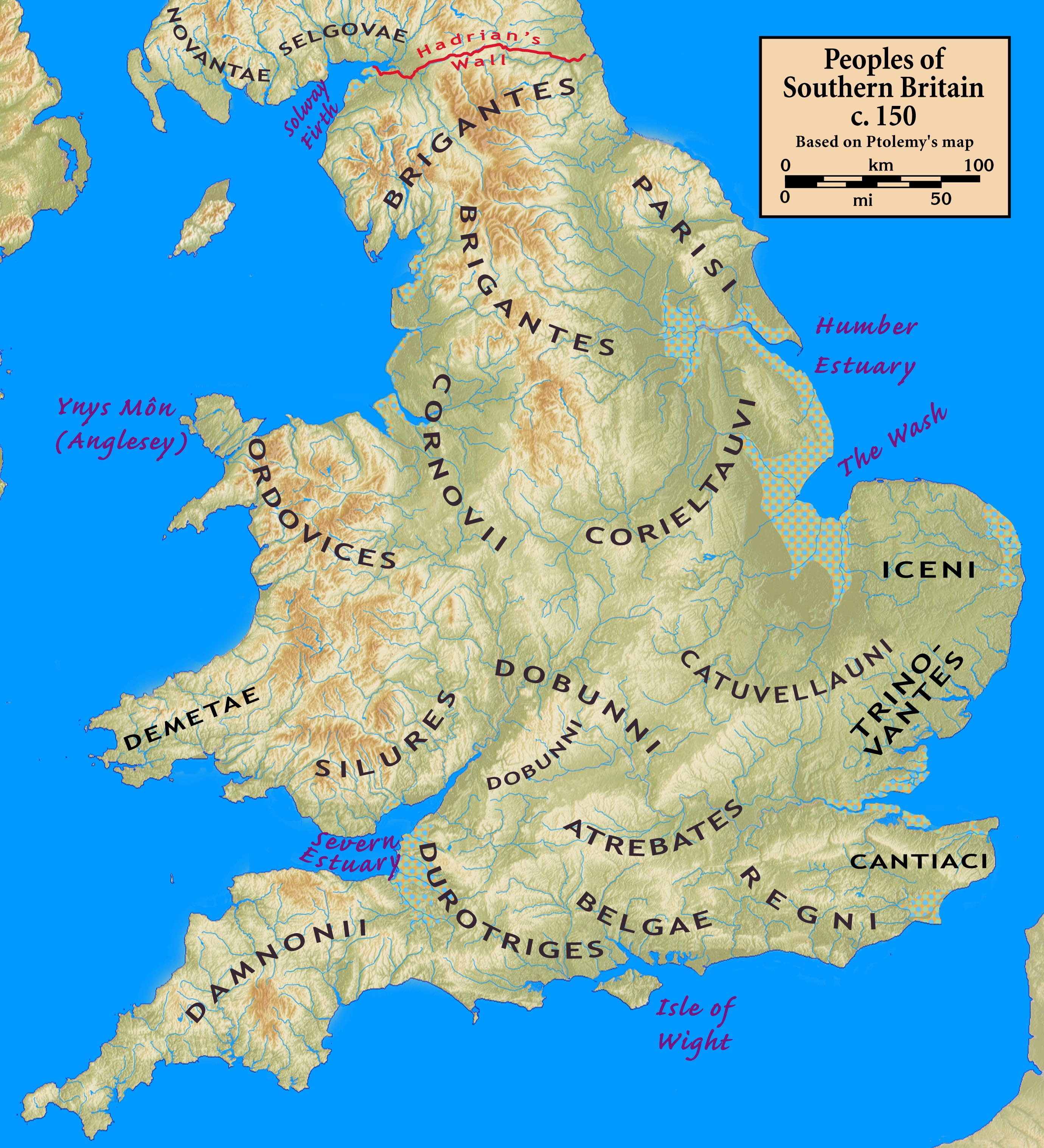
Antiche popolazioni celtiche della Britannia secondo Claudio Tolomeo.

La conquista romana della Britannia iniziò sistematicamente nel 43 d.C., per volere dell'imperatore Claudio. Tuttavia, l'attività militare romana era iniziata nelle isole britanniche già nel secolo precedente, quando nel 55 e nel 54 a.C. l'esercito di Gaio Giulio Cesare mosse dalla Gallia, dov'era impegnato nella sottomissione di queste regioni, alla volta della Britannia. Di fatto, queste operazioni militari non portarono a nessuna conquista territoriale, creando però una serie di clientele che avrebbe portato la regione, specie il sud dell'isola, nella sfera d'influenza economica e culturale di Roma. Da qui scaturirono quei rapporti commerciali e diplomatici che apriranno la strada alla conquista romana della Britannia.
Al momento dello sbarco delle truppe imperiali romane in Britannia, nel 43 d.C., diverse tribù indigene offrirono appoggio agli invasori, vedendo nei Romani l'occasione di affrancarsi dalla tirannia dei clan rivali. Tacito stesso individua nella divisione interna dei Britanni una delle principali ragioni del successo romano:
(Tacito)
Fra i vari e solerti collaborazionisti figuravano anche gli Iceni, una tribù anticamente stanziata nell'Anglia orientale, che ottennero di mantenere la propria indipendenza in cambio di ingenti tributi. Principali oppositori dei Romani furono invece i Catuvellauni, ma il grosso delle resistenze venne rapidamente abbattuto e già per il 46 d.C. la presenza imperiale sull'isola pareva quanto mai salda. Carataco, condottiero dei Catuvellauni, continuò per anni a guidare la resistenza anti-romana da esule ma nel 51 d.C. venne definitivamente sconfitto e catturato. Frattanto, il governo romano sulla provincia appena istituita cominciava ad assumere contorni sempre più autoritari ed oppressivi. Fu più volte imposto il disarmo alle tribù britanniche alleate o sottomesse (Iceni compresi). Scrive Tacito che le appropriazioni arbitrarie di terre e beni ai danni degli indigeni erano all'ordine del giorno, così come la cooptazione di giovani uomini per servire nelle truppe ausiliarie o per lavorare nei cantieri pubblici. La situazione non fece che peggiorare quando, nel 58 d.C., il legato Gaio Svetonio Paolino venne nominato governatore della provincia. Influente uomo politico ed acclamato generale, Paolino era noto per l'inflessibilità mostrata nel trattare con i barbari (fossero essi alleati o nemici) e promosse immediatamente un'aggressiva politica di sottomissione delle tribù del Galles.

## Cause della rivolta
Tacito e Dione riportano diverse motivazioni che spinsero le tribù britanniche guidate da Boudicca a sollevarsi contro Roma. Sulla base di queste fonti antiche, gli storici hanno però sospettato la presenza di altre cause della rivolta.

### Malcontento degli Iceni: oltraggio e vessazione economica

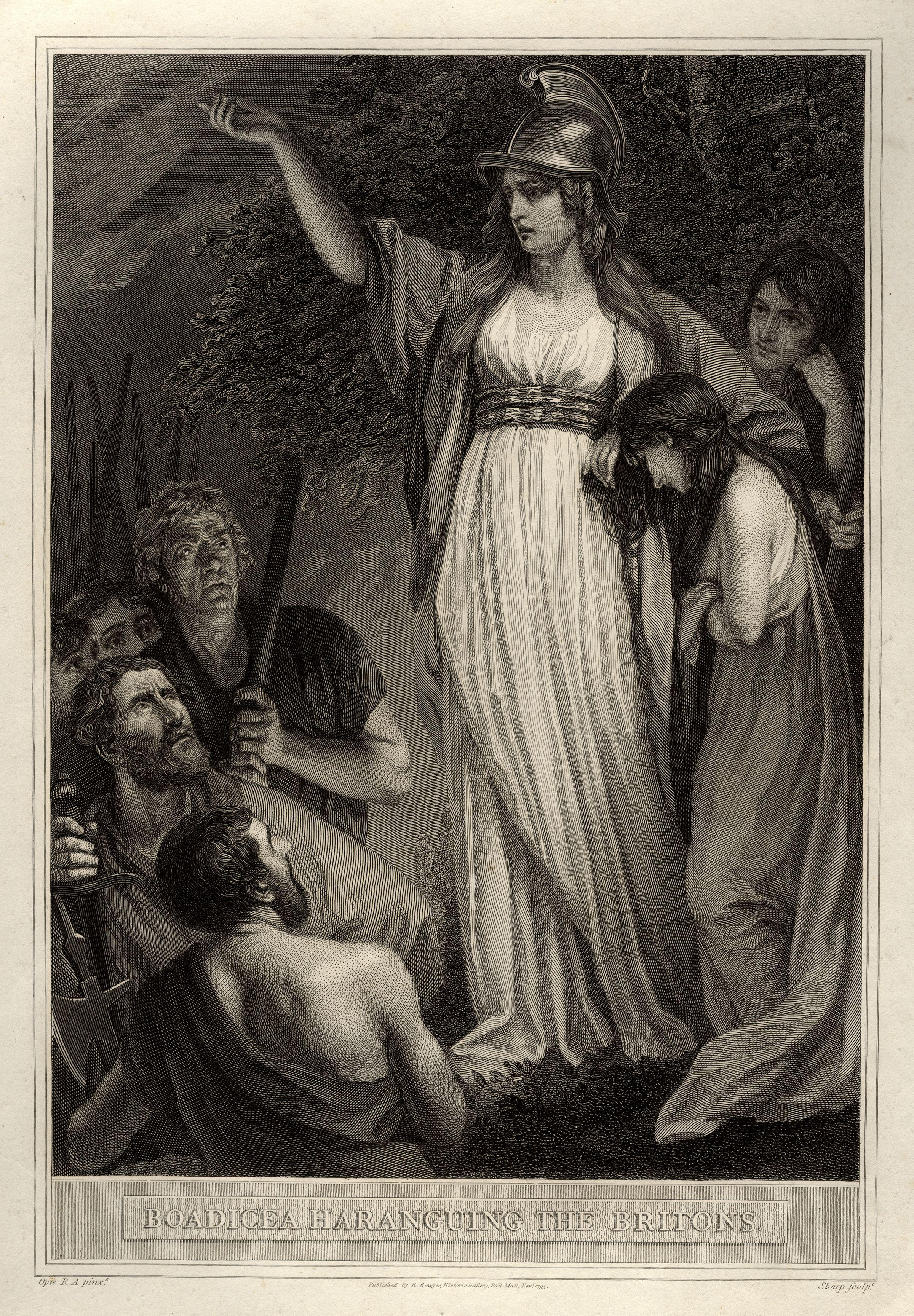
"Boudicca incoraggia le tribù britanniche alla lotta" (1793), ritratto incisografico di William Sharp, tratto da un dipinto di John Opie.

Tacito identifica quale causa principale della rivolta l'umiliazione della tribù degli Iceni, nella fattispecie della loro famiglia reale.

Regno cliente di Roma dal 43 d.C., gli Iceni erano governati da Prasutago, forse messo sul trono al tempo delle spedizioni claudiane proprio dai Romani. Prasutago morì nel 60 d.C. senza eredi maschi, gli unici legittimi secondo il costume romano, e pertanto, secondo una consuetudine non scritta, il suo territorio sarebbe passato fra i domini diretti dell'allora imperatore Nerone. L'Iceno aveva però nominato come co-eredi con l'Imperatore anche le due giovani figlie avute dal suo matrimonio con l'affascinante e carismatica Boudicca (anche Budicca o Boadicea), una nobildonna britannica, sperando forse di preservare la propria stirpe e salvare al contempo il suo popolo dall'asservimento. I veterani romani della XX Legio che risiedevano nella capitale della provincia (Camulodunum, l'odierna Colchester), probabilmente aizzati dal procuratore Catone Deciano, invasero il territorio degli Iceni, annettendolo de facto alla provincia. I nobili britanni furono spogliati dei propri possedimenti, Boudicca fu fustigata in pubblico e le sue figlie furono stuprate.
In questo frangente risulta quantomeno ambigua la condotta delle autorità romane ed in particolare del procuratore Catone Deciano che, secondo Cassio Dione, impose agli Iceni la restituzione di alcuni crediti concessi loro dall'imperatore Claudio e dal filosofo Seneca, unicamente allo scopo di ricavarne interessi spropositati. Secondo Dione, Seneca si sarebbe aspettato un interesse di 40 milioni di sesterzi sul suo prestito, equivalente a quasi tre tonnellate d'oro. Secondo alcuni studiosi moderni, non è improbabile che Deciano si sia servito della riscossione dei debiti o dell'illegittimità del testamento di Prasutago agli occhi della legge romana come scuse per saccheggiare i territori iceni e tenere per sé una fetta cospicua del bottino (la corruzione era del resto molto diffusa fra i funzionari provinciali), inserendo così nel calderone del malcontento britannico anti-romano anche un non trascurabile fattore economico.
Il trattamento inflitto alla vedova del re ed alle sue figlie fu comunque una condotta oltraggiosa che i romani stessi devono aver considerato alla stregua di un "crimine di guerra". Gli storici Hingley e Unwin si sono spinti sino a sostenere che il maltrattamento di una famiglia aristocratica fedele a Roma dev'essere stato particolarmente scioccante per i lettori romani di Tacito.

### Malcontento dei Trinovanti
Tacito dà poi molto peso all'espulsione dei Trinovanti dalla loro capitale, Camulodunum, al fine di stabilirvi una colonia di ex-legionari decisa dell'imperatore romano Claudio. Questo doveva servire a preservare l'influenza romana nella città dopo che la XX legione, originariamente di stanza a Camulodunum, era stata spostata a ovest per combattere i Siluri. Tacito descrive la terra confiscata come agri captivi (it. "terra conquistata"). Così ai romani fu permesso di confiscare le terre dei Trinovanti intorno a Camulodunum per i veterani. L'archeologo Paul Sealey fa riferimento agli scavi nel fossato della fortezza romana a Colchester. Lì sono stati trovati sei teschi con gravi ferite che si ritiene siano state causate da armi, suggerendo un trattamento ruvido della popolazione locale da parte dei romani. Un'ulteriore provocazione per i Trinovanti fu l'inizio della costruzione di un tempio a Camulodunum in onore di Claudio (morto nel 54 d.C.) e consacrato dal Senato romano. I Trinovanti accusarono i sacerdoti del tempio di sperperare le ricchezze del paese. Tacito scrive che gli indigeni vedevano il tempio come il «quartier generale dell'eterna tirannia» (lat. «arx aeternae dominationis»).

### Influenza dei Druidi
Alcuni storici ritengono non casuale che poco prima della ribellione di Boudicca, il santuario sull'isola di Mona (odierna Anglesey) nel nord del Galles, importante rifugio per i ribelli britannici e centrale della religione druidica, sia stato attaccato e distrutto dai romani. Sebbene le fonti non dicano nulla di concreto, i druidi anti-romani potrebbero aver usato la loro influenza politica tra i britanni per persuadere i membri di altre tribù a partecipare alla ribellione della regina degli Iceni. Per lo meno, secondo altri ricercatori, i movimenti di protesta come la rivolta di Boudicca potrebbero essere stati incoraggiati perché si sentivano sostenuti dal clero druidico. Tuttavia, altri storici sottolineano che l'influenza druidica sulla società britannica non è chiara. I druidi avevano già perso una certa influenza nel I secolo e forse non erano più in grado di unire i Britanni in una grande rivolta. Al contrario, l'azione romana contro i druidi avrebbe potuto essere enfatizzata nel rapporto di Tacito perché propedeutica al messaggio della civilizzazione romana in lotta con superstizioni ed usanze selvagge dei Britanni. In questo caso, l'ampia descrizione degli eventi di Mona negli Annales potrebbe essere spiegata dalla composizione letteraria dell'opera storica e non dovrebbe necessariamente indicare un effettivo stretto legame tra le due vicende belliche.

### Atteggiamenti anti-romani
Miranda Aldhouse Green specula sui motivi per cui Boudicca non fu menzionata come successore nel testamento di Prasutago, come riferitoci da Tacito, e sospetta diversi atteggiamenti di Prasutago e Boudicca nei confronti dell'occupazione romana. Prasutago sembra essere stato filo-romano, mentre Boudicca potrebbe già essere stata più anti-romana. Aldhouse-Green indica anche un parallelo con un'altra coppia reale celtica in Gran Bretagna che era divisa anche sul loro atteggiamento nei confronti dei romani: Cartimandua, la regina della tribù dei Briganti, era probabilmente una regina cliente amica dei romani, mentre suo marito Venuzio e parti della tribù erano anti-romani, secondo Tacito.

## Forze in campo

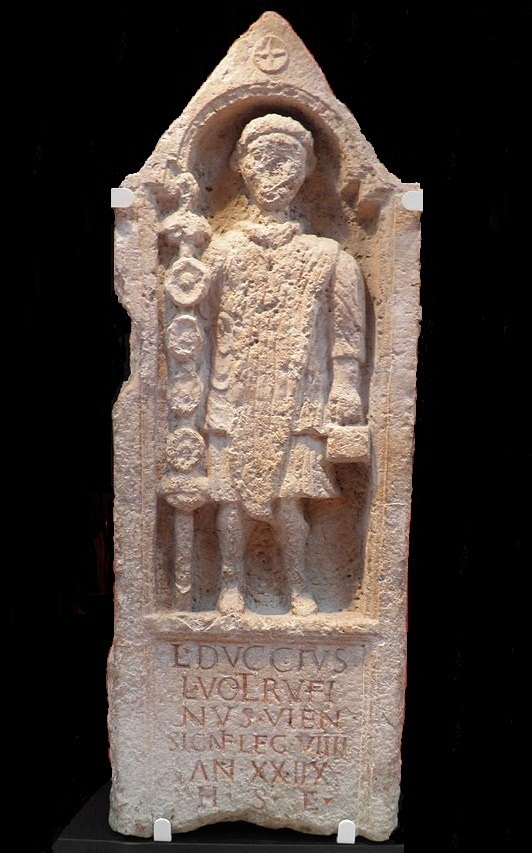
Memoriale a Lucio Duccio Rufino, alfiere della Legio VIIII Hispana - Yorkshire Museum (York).

### Romani
Dai tempi dello sbarco romano nel 43, in Britannia erano stanziate quattro legioni:
1. Legio II Augusta, allora al comando del prefetto Poenio Postumo e stanziata a Isca Dumnoniorum (odierna Exeter) nella quale militava come tribuno aggregato Gneo Giulio Agricola, futuro suocero di Tacito;
2. Legio VIIII Hispana, allora al comando del legato Quinto Petillio Ceriale;
3. Legio XIIII Gemina, allora al diretto comando del governatore Paolino e stanziata a Viroconium (odierna Wroxeter); e
4. Legio XX Valeria Victrix, allora stanziata a Camulodunum ma i cui ranghi erano stati assottigliati dal congedo dei veterani voluto da Claudio.[11]

Nel corso della rivolta di Boudicca, il governatore Paolino non arrivò però mai a poterle comandare tutte. Allo scoppio delle ostilità, Paolino era al diretto comando della Gemina e supervisionava le operazioni contro i druidi a Mona. Quando rientrò in Inghilterra, rilevò alcune vexillationes (distaccamenti) della Valeria Victrix e tutti gli ausiliari disponibili ma non poté contare sulla Augusta né sulla Hispana che era stata neutralizzata dai rivoltosi. Nondimeno, Svetonio Paolino schierò contro Boudicca un esercito di 12000-13000 uomini.
Al principio della rivolta, durante il Sacco di Camulodunum, s'impegnarono spontaneamente contro i rivoltosi britanni un non precisato numero di veterani della Valeria Victrix ivi stanziati per volontà dell'imperatore Claudio.

### Britanni
Le fonti romane non sono chiare sulla portata della rivolta di Boudicca. Tacito scrive negli Annales che alla ribellione parteciparono gli Iceni, i vicini Trinovanti e piccole parti di altre tribù senza nome, salvo poi, nel Agricola, asserire che "tutta l'Isola" insorse contro i romani. Dione non nomina alcuna tribù britannica specifica come gli Iceni o i Trinovanti ma menziona "tutta la Gran Bretagna". La maggior parte dei resoconti storici della ribellione di Boudicca segue il racconto di Tacito negli Annales e presuppone una rivolta circoscritta ad Iceni e Trinovanti. Ciò può lasciare intendere che anche in questo frangente i Britanni, come osservò Tacito, non vennero meno alla loro fama di popolo litigioso e diviso e furono pochi i capo-tribù che offrirono effettivo appoggio alla regina. D'altra parte, la mancanza di fonti storiche di parte celtica ci impedisce di avere una chiara idea su quali fossero le reali intenzioni di Boudicca e se lo scopo della sua ribellione fosse la semplice vendetta, assicurare l'indipendenza degli Iceni o estromettere completamente i Romani dalla Britannia. Paul Sealey scrive anche che gli Iceni probabilmente si trasferirono in gran numero perché erano determinati a cercare nuovi insediamenti in cui potessero vivere indipendentemente dai romani e questo spiegherebbe perché, come riportato da Tacito, smisero di seminare prima della rivolta e portato con sé mogli e figli. Durante i sacchi di Camulodunum, Londinium e Verulamium, del resto, i ribelli si dimostrarono ugualmente spietati nei confronti sia degli abitanti indigeni sia dei coloni romani. Secondo gli studiosi moderni, ciò potrebbe essere dovuto al fatto che le tre città e specialmente Verulamium fossero abitate soprattutto da Catuvellauni, popolazione che prima dell'avvento di Roma aveva imposto la propria egemonia sui Trinovanti e gli Iceni stessi. Per i ribelli, forse, la rivolta fu anche l'occasione di sistemare vecchie animosità fra vicini mai del tutto sopite.
Nel I secolo d.C. i britanni combattevano secondo modalità ormai arcaiche rispetto alle popolazioni celtiche del continente. La nobiltà guerriera schierava sul campo delle clientele armate divise in forze di fanteria (il nerbo dell'esercito) e carri da guerra. I guerrieri erano armati con piccoli scudi, lancia e spada lunga.

## Conflitto

### Datazione
Sebbene Tacito riferisca i fatti della rivolta al solo anno 61, la maggior parte degli storici ora pensa che Boudicca abbia incitato le tribù alla rivolta alla fine del 60 e che gli scontri si siano protratti nell'anno successivo. La datazione dell'inizio della ribellione all'anno 60 fu proposta per la prima volta da J. Asbach nel 1878 e supportata anche dallo storico Sir Ronald Syme nella sua opera del 1958 su Tacito. L'argomento principale di Symes era che gli eventi dallo scoppio della ribellione alla sostituzione di Svetonio Paolino impiegarono troppo tempo per rientrare in un solo anno. Gli storici successivi hanno accettato la datazione precoce come plausibile. La precedente datazione è supportata anche dal fatto che l'umiliazione di Boudicca e della sua tribù dopo la morte del marito deve essere stata un forte fattore scatenante per una rivolta spontanea.

### Attacco dei britanni
Boudicca, in risposta all'aggressione ed all'umiliazione subita, sollevò in rivolta gli Iceni e i Trinovanti, radunò un esercito di 12 000 uomini e marciò contro Camulodunum, la ex-capitale dei Trinovanti ormai divenuta città simbolo dell'occupazione romana in quelle terre. Il momento per la ribellione era più che mai propizio: i veterani della Legio XX erano stati da poco congedati e nuove reclute non erano ancora arrivate a sostituirli, mentre il governatore Paolino si era spostato con la Legio XIIII all'isola di Mona, lasciando sguarnita l'area sud-occidentale della Britannia. Mona era uno dei luoghi sacri più cari alle popolazioni britanniche e soprattutto ai druidi, custodi di riti religiosi ed antiche tradizioni. I druidi, però, erano anche tra i principali fautori della resistenza anti-romana in Britannia: nonostante la loro usuale politica di tolleranza religiosa, i Romani avevano deciso di eradicare completamente il druidismo in quanto minaccia costante al controllo imperiale sulla nuova provincia (v.si "Massacro di Menai").
Secondo Tacito, Boudicca si rivolse al suo esercito con queste parole: «Non è come una donna discendente da nobili antenati ma come una del popolo che sto vendicando la libertà perduta, il mio corpo flagellato, la castità oltraggiata delle mie figlie» e concluse, «questa è la decisione di una donna; quanto agli uomini, possono vivere ed essere schiavi». Secondo Tacito, trassero ispirazione dall'esempio di Arminio, il principe dei Cherusci che aveva condotto i Romani a valutare il mantenimento o l'abbandono della provincia dalla Germania nel 9 d.C., e dai loro stessi antenati, che avevano portato Gaio Giulio Cesare a creare soltanto delle clientele e riprendere la sua Conquista della Gallia. Dione dice che all'inizio Boudicca impiegò una forma di divinazione, liberando una lepre dalle pieghe del suo vestito e interpretando la direzione in cui correva, e invocò Andraste, una dea britannica della vittoria.

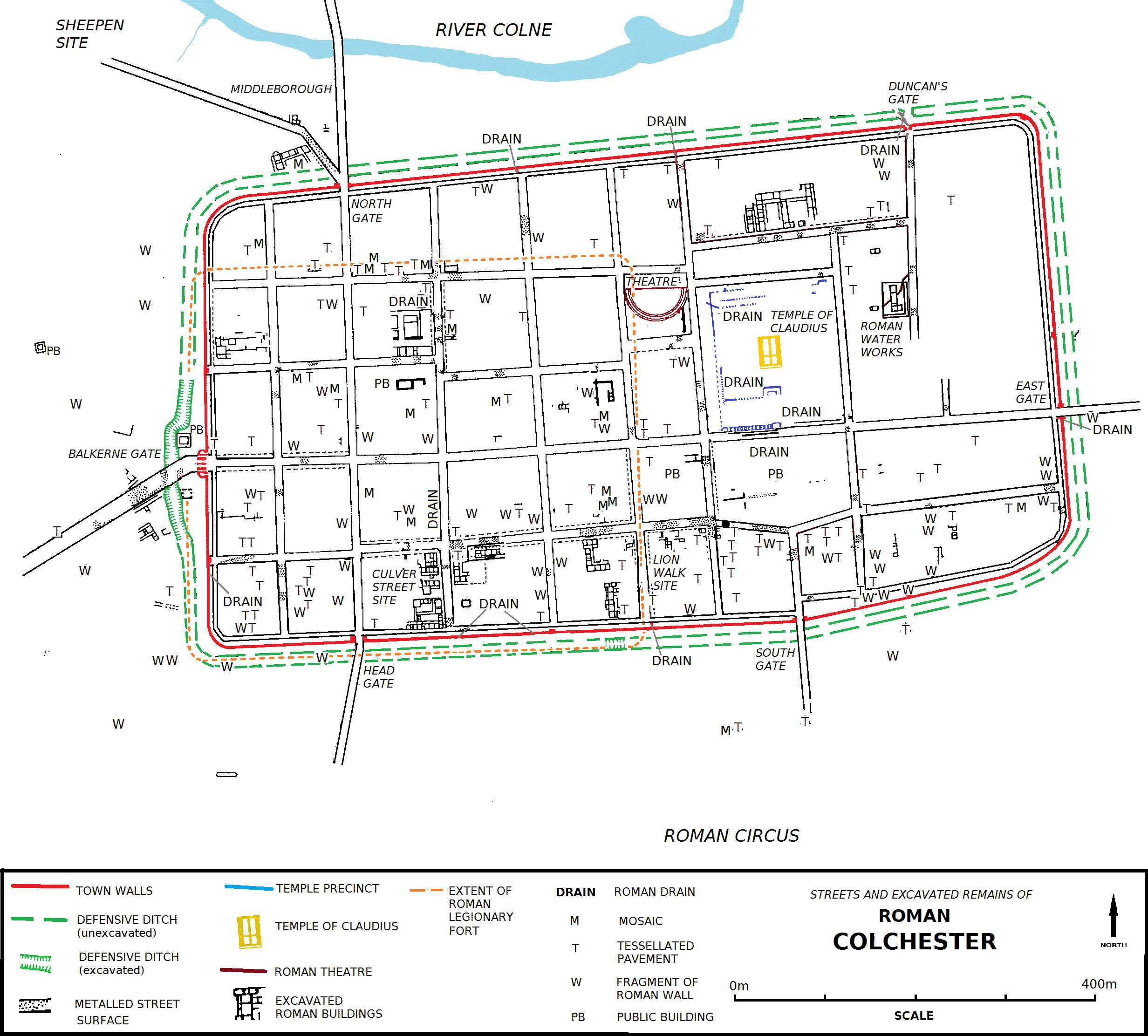
Mappa di Camulodunum.

A Camulodunum, i residenti romani, ex-veterani delle legioni di Claudio, chiesero rinforzi dal procuratore Deciano ma questi inviò solo duecento uomini delle truppe ausiliarie. L'esercito di Boudicca calò sulla città scarsamente difesa, sprovvista di mura, assediandone gli ultimi disperati difensori nel tempio del Divo per due giorni prima che cadesse. Gli archeologi hanno scoperto che il Sacco di Camulodunum portò alla metodica distruzione della città: una statua in bronzo di Nerone, probabilmente sita davanti al tempio, fu decapitata e la sua testa presa come trofeo dall'esercito ribelle.
Il futuro governatore Quinto Petillio Ceriale mosse con la sua legione Hispana in soccorso della città, ma subì una sconfitta nella battaglia di Camulodunum. La sua fanteria fu massacrata e Ceriale fuggì con parte della cavalleria nel castra: «Il nemico vittorioso incontrò Petilio Ceriale, comandante della IX Legione, mentre veniva in soccorso, mise in rotta le sue truppe e distrusse tutta la sua fanteria. Ceriale fuggì con un po' di cavalleria nell'accampamento e fu salvato dalle sue fortificazioni». Il luogo di questa battaglia è sconosciuto ma è stato rivendicato da alcune località moderne e l'ubicazione del campo romano è stata proposta a Longthorpe da Sheppard Frere. Dopo questa sconfitta, Cato Deciano fuggì in Gallia.

Mappa di Londinium (a. 400) - al tempo della rivolta di Boudicca, la città era molto più piccola.

Quando la notizia della ribellione raggiunse Svetonio, questi abbandonò Mona e s'affrettò lungo la strada romana ora conosciuta come Watling Street, collegante l'Inghilterra con il Galles, attraversando un territorio ormai ostile fino a Londinium. La città era allora un insediamento relativamente recente, fondato dopo la conquista del 43 d.C., ma ormai cresciuto fino a diventare un fiorente centro commerciale con una popolazione di commercianti e, probabilmente, funzionari romani. Svetonio pensò di dare battaglia lì ma sprovvisto di adeguate truppe e preoccupato dalla sconfitta di Petillio, decise di sacrificare la città per salvare la provincia, partendo in cerca di un più appropriato campo di battaglia.
(Tacito)
Boudicca poté così procedere al Sacco di Londinium: la città fu data alle fiamme, la popolazione torturata ed uccisa. L'archeologia mostra uno spesso strato rosso di detriti bruciati che ricoprono monete e ceramiche risalenti a prima del 60 d.C. entro i confini di Londinium; mentre i teschi di epoca romana trovati nel Walbrook nel 2013 potrebbero essere stati vittime dei ribelli. Gli scavi nel 1995 hanno rivelato che, nella City, il BDO si estende attraverso il Tamigi fino a un sobborgo all'estremità meridionale del London Bridge.

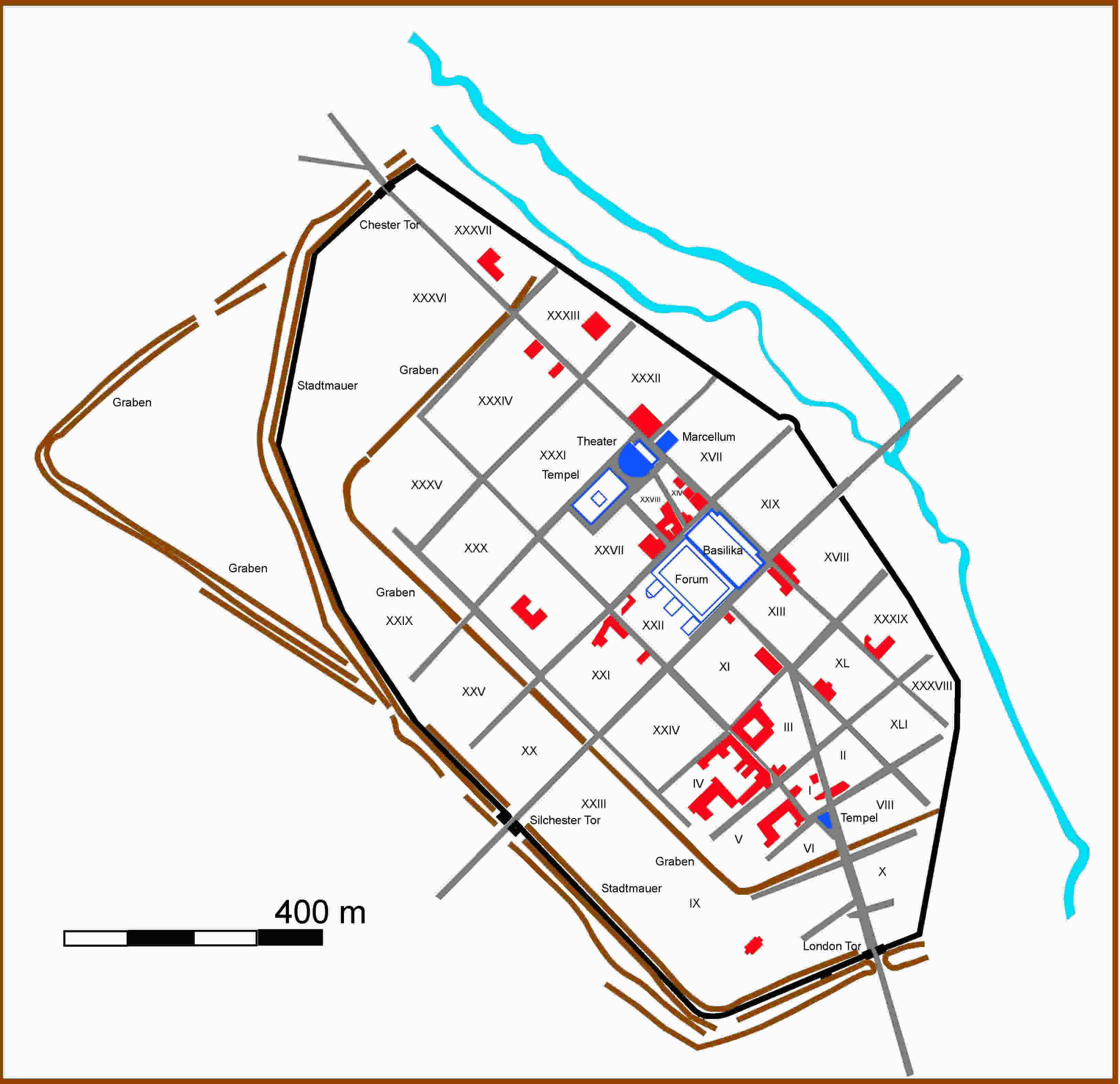
Mappa di Verulamium

Il municipio di Verulamium (odierna St Albans), terza città della Britannia per dimensioni nonché antica capitale dei Catuvellauni, sarebbe stato la successiva tappa della mortifera marcia di Boudicca. Le prove archeologiche del Sacco di Verulamium sono però limitate. Un importante scavo di Mortimer Wheeler e della moglie Tessa all'inizio degli anni '30 ne trovò poche tracce, forse perché (come oggi noto) lavorarono lontano dall'area che era stata colonizzata all'inizio dell'occupazione romana. Un successivo scavo di Sheppard Frere tra il 1957 e il 1961 ha rivelato una fila di negozi lungo la Watling Street che era stata bruciata intorno al 60 d.C. ma l'intera portata della distruzione rimane poco chiara.
Nei tre insediamenti distrutti, si dice che siano state uccise tra le 70 000 e le 80 000 persone. Tacito dice che i britanni non avevano alcun interesse a prendere o vendere prigionieri ma solo a massacrarli con gabbie sospese, fuoco o crocifissione. Il racconto di Cassio Dione fornisce maggiori dettagli: le donne più nobili furono impalate, il seno tagliato e cucito alla bocca, «con l'accompagnamento di sacrifici, banchetti e comportamenti sfrenati» in luoghi sacri, in particolare nei boschetti di Andraste. I due autori concordano che, giunti a questo punto, gli eventi messi in moto da Boudicca si connotavano come una seria minaccia alla sopravvivenza del dominio romano sulla Britannia. Le stime sull'entità numerica dei suoi uomini, probabilmente gonfiatisi di effettivi dopo questi iniziali successi, rimangono però del tutto ipotetiche.

### Contrattacco e vittoria romana

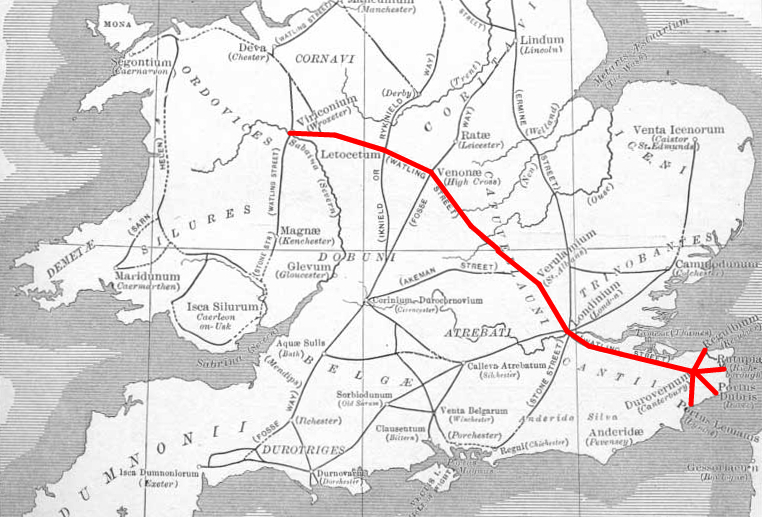
La Watling Street (rosso) attraversa i territori della Britannia romana.

Mentre l'esercito di Boudicca assaltava Verulamium, Svetonio raggruppava le sue forze. Tacito c'informa che annesse alla sua legione Gemina delle vexillationes della Valeria Victrix e tutti gli ausiliari disponibili ma il prefetto della Augusta, Poenio Postumo, ignorò la sua chiamata. Distrutta la Legio VIIII dai rivoltosi a Camulodunum il governatore contava su circa 13000 soldati.
Svetonio prese posizione in un luogo non identificato, probabilmente da qualche parte lungo la Watling Street, in una gola con un bosco dietro di lui. I suoi uomini erano in pesante inferiorità numerica. Cassio Dione riporta che, anche se fossero stati allineati in profondità, non avrebbero equiparato la lunghezza della linea di Boudicca. Ormai si diceva che le forze ribelli ammontassero a 230000-300000. Tuttavia, questo numero dovrebbe essere trattato con scetticismo e il racconto di Cassio Dione è noto solo da un tardo epitome.
Boudicca esortò le truppe dal proprio carro, le figlie accanto a lei. Tacito ce la descrive mentre fa un breve discorso in cui si presenta non come un'aristocratica che vendica la sua ricchezza perduta ma come una persona comune che vendica la sua libertà perduta, il suo corpo martoriato e la castità violata delle sue figlie. Disse che la loro causa era giusta e che le divinità erano dalla loro parte; l'unica legione che aveva osato affrontarli era stata distrutta. Lei, una donna, era decisa a vincere o a morire. Se gli uomini volevano vivere in schiavitù, quella era la loro scelta.

Schema della Battaglia della strada Watling.

La descrizione della battaglia della strada Watling ci viene fornita nuovamente da Tacito:
(Tacito)
Il massacro romano di donne e animali era insolito, poiché avrebbero potuto essere venduti a scopo di lucro, e indicava la reciproca inimicizia tra le due fazioni.

### Ricerche sul sito della sconfitta britannica
Il luogo della sconfitta di Boudicca è sconosciuto. Alcuni storici preferiscono un sito da qualche parte lungo la Watling Street. Kevin K. Carroll suggerisce un sito vicino a High Cross (Leicestershire), all'incrocio tra Watling Street e Fosse Way, che avrebbe consentito alla Legio II Augusta, con sede a Exeter, di incontrarsi con il resto delle forze di Svetonio, se non avessero non è riuscito a farlo. È stato anche suggerito Manduessedum (Mancetter), vicino alla moderna città di Atherstone nel Warwickshire, e secondo la leggenda "The Rampart" vicino a Messing, Essex e Ambresbury Banks nella foresta di Epping. Più recentemente, una scoperta di manufatti romani a Kings Norton vicino a Metchley Camp ha suggerito un'altra possibilità, un individuo ha suggerito l'area di Cuttle Mill di Paulerspury nel Northamptonshire, dove sono stati trovati frammenti di ceramiche romane del I secolo.
Nel 2009, è stato suggerito che gli Iceni stessero tornando nella East Anglia lungo la Icknield Way quando incontrarono l'esercito romano nelle vicinanze di Arbury Banks, nel Hertfordshire. Nel marzo 2010 sono state pubblicate prove che suggeriscono che il sito potrebbe essere situato a Church Stowe, nel Northamptonshire.

## Esito

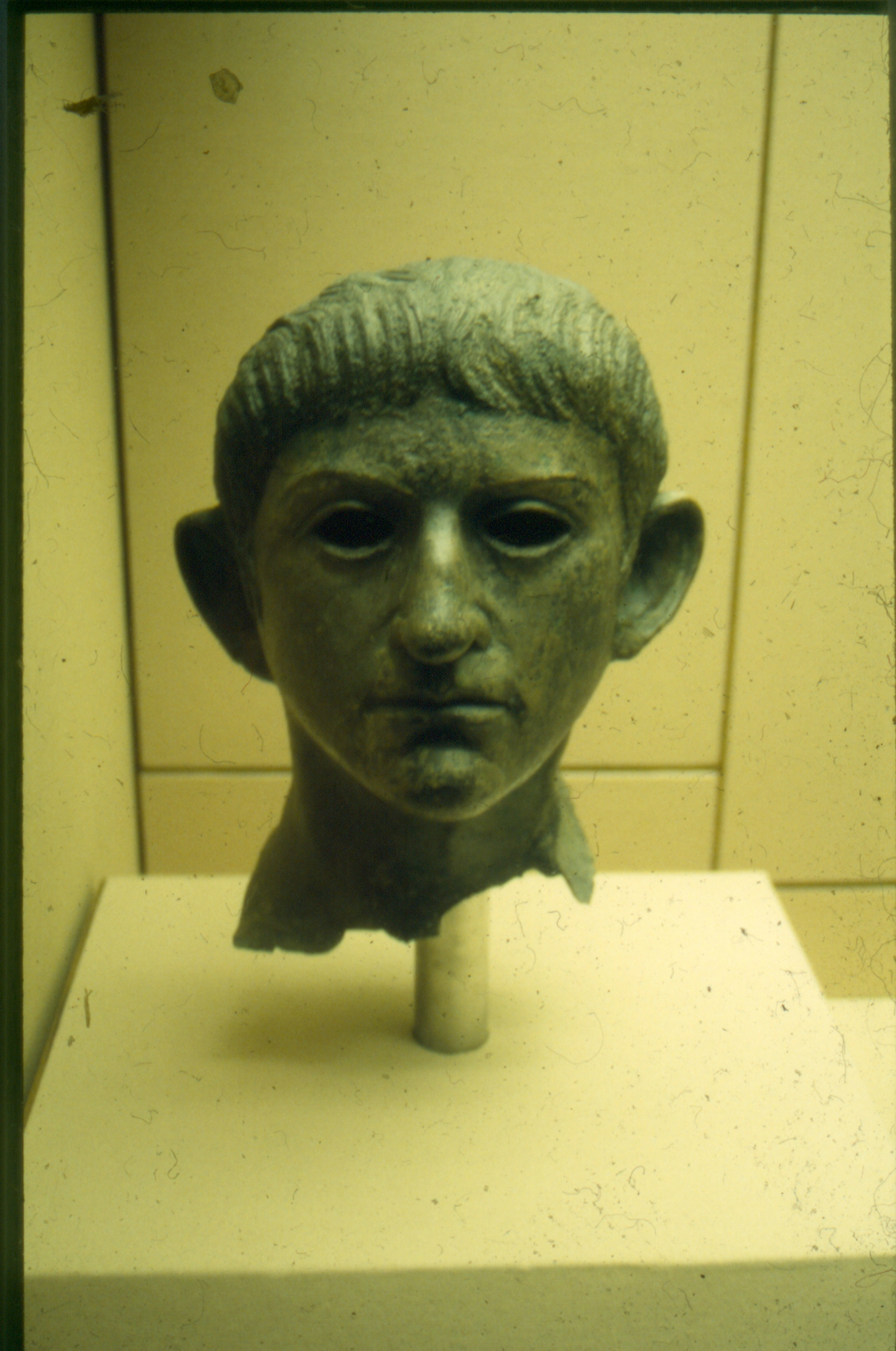
Testa di statua bronzea giulio-claudia rinvenuta a Rendham (Sussex) - catalogo PRB 1965.12-1.1, British Museum (Londra)
Si ritiene trattarsi della statua ubicata innanzi il tempio di Claudio a Camulodunum distrutta dai rivoltosi di Boudicca.

Esistono due versioni dell'ulteriore destino di Boudicca: Tacito riferisce che la regina si tolse la vita con il veleno, salvo poi sostenere, nel Agricola, che fu la "socordia" ("indolenza") a porre fine alla rivolta.; Cassio Dione dice che Boudicca si ammalò e morì. 
Nessun documento storico riporta la sorte delle due figlie di Boudicca.
La rivolta colpì duramente la tribù Iceni, poiché durante la guerra la popolazione non si era occupata del raccolto e quindi soffrì di una grande carestia. Dopo questo conflitto, gli Iceni furono controllati da un rigido governo militare ma negli anni '80 ricevettero nuovamente un governo autonomo su iniziativa dei romani.
Deciano, fuggito in Gallia, fu sostituito da Gaio Giulio Alpino Classiciano. Poenio Postumo che aveva rifiutato di sostenere Svetonio Paolino con la Legio II si suicidò per riguadagnare il suo onore. Sebbene Svetonio fosse ormai considerato un eroe tra i romani, fu anche pesantemente criticato dal procuratore Classiciano per le sue rappresaglia contro Iceni e Trinovanti. Il suo operato minacciò di gettare nel caos le isole britanniche. Il liberto di Nerone, Policlito, guidò allora un'indagine sull'operato di Svetonio che fu sostituito con il più conciliante Publio Petronio Turpiliano già nel 61. Quest'ultimo non intraprese ulteriori azioni militari contro gli Iceni e le altre tribù ribelli, mentre Classiciano si dedicava, tra le altre, alla ricostruzione di Londinium ove fu sepolto alla sua morte (65 d.C.). 
Lo storico Gaio Svetonio Tranquillo dice che la crisi aveva quasi convinto Nerone ad abbandonare la Britannia. La politica contenuta dei romani, soprattutto sotto Marco Trebellio Massimo (63-69), durò fino al 71, quando Quinto Petilio Ceriale che aveva quasi perso la vita nella ribellione di Boudicca fu nominato nuovo governatore e diede nuovo vigore alle campagne di conquista nell'ovest e nel nord della Gran Bretagna. La regione era infatti interessata da disordini sin dal 69, il cosiddetto "Anno dei 4 Imperatori", coinvolgenti questa volta la figura del re dei Briganti, Venuzio, contro il quale il neo-imperatore Vespasiano inviò appunto Petilio Ceriale.

### Esplicative
1. ↑  La stuatua del Divo è certamente uno dei reperti più spettacolari legati alla ribellione di Boudicca. Si tratta di due parti d'una statua di imperatore giulio-claudio, una testa a grandezza naturale e parte della zampa d'un cavallo. La testa è stata trovata nel fiume Alde vicino a Rendham nel Sussex nel 1907. Le indagini metallurgiche hanno indicato che i due pezzi erano molto probabilmente parte della stessa statua. I bordi irregolari del collo indicano una violenta separazione della testa dal resto della statua. Gli archeologi presumono trattarsi d'una statua equestre ubicata innanzi il tempio di Camulodunum fatta a pezzi dagli insorti che poi se la spartirono come trofeo - v.si Hingley-UnUnwin 2005, pp. 80-83.

### Bibliografiche
1. 1 2 3  Dudley-Webster 1962, pp. 144-145.
2. 1 2 3 4  Sealey 2004, pp. 12-13.
3. ↑  Cassio Dione, epitome LXII, 8.
4. ↑  Hingley-Unwin 2004, pp. 42-43.
5. ↑  Sealey 2004, pp. 22-26.
6. ↑  Webster 1999, p. 121.
7. 1 2  Hingley-Unwin 2004, p. 180.
8. ↑  Tacito Agricola, 13.
9. 1 2  Tacito Agricola, 15.
10. 1 2 3  Tacito Annales, 14:33.
11. 1 2 3 4 5 6  Tacito Annales, 14:31.
12. ↑  Tacito Annales, 14:31.1.
13. ↑  Cassio Dione, 62:2.
14. ↑  Brodersen 1998, p. 99.
15. ↑  (EN) S.L. Dyson, Native Revolts in the Roman Empire, in Historia, vol. 20, 1971,  pp. 239-274.
16. ↑  (EN) M.F. Gyles, Effects of Roman Capital Investment in Britain under Nero, in Dieselbe EWD (a cura di), Laudatores temporis acti: Studies in memory of Wallace Everett Caldwell, University of North Carolina Press, 1964,  pp. 99-109.
17. ↑  Aldhouse-Green 2006, pp. 177-178.
18. ↑  Hingley-Unwin 2004, p. 47.
19. ↑  Sealey 2004, p. 19.
20. ↑  Dudley-Webster 1962, p. 53.
21. ↑  Aldhouse-Green 2006, pp. 144-167.
22. ↑  Gillespie 2018, pp. 110-111.
23. ↑  Roberts 1988, p. 122.
24. ↑  Aldhouse-Green 2006, pp. 87-88.
25. ↑   Tacito, Historiæ. 3:45.
26. ↑  Aldhouse-Green 2006, p. 126.
27. 1 2  Tacito Annales, 14:34.
28. 1 2  Tacito Annales, 14:37.
29. 1 2 3  Tacito Annales, 14:43.3.
30. ↑  Tacito Agricola, 16.
31. ↑  Cassio Dione, 62:7.
32. ↑  Sealey 2004, p. 13.
33. ↑  Webster 1999, p. 96.
34. ↑  Bulst 1961.
35. ↑  Tacito Agricola, 12:2.
36. 1 2  Tacito Agricola, 12:1.
37. ↑  Tacito Agricola, 12:35.
38. ↑  Tacito Annales, 14:29.
39. ↑  Tacito Agricola, 14.
40. ↑  Webster 1999, p. 86.
41. ↑  Tacito Annales, 14:30.
42. 1 2  Tacito Annales, 14:35.
43. ↑  Webster 1999, pp. 89-90.
44. ↑  (EN) J. Burke, Dig uncovers Boudicca's brutal streak, in The Observer, 3 dicembre 2000.
45. ↑  (EN) M. Russell e H. Manley, A case of mistaken identity? Laser-scanning the bronze "Claudius" from near Saxmundham (PDF), in Journal of Roman Archaeology, vol. 26, 2013,  pp. 393-408, DOI:10.1017/S1047759413000214.
46. ↑  Salway 1981, p. 118 nota 1.
47. ↑  Tacito Annales, 14:32.3.
48. ↑  (EN) O. Roucoux, The Roman Watling Street: from London to High Cross, Dunstable Museum Trust, 1984, ISBN 0-9508406-2-9.
49. ↑  (EN) Welch GP, Britannia: The Roman Conquest & Occupation of Britain, 1963,  p. 107.
50. ↑  Hingley-Unwin 2004, p. 88.
51. ↑  (EN) M. Kennedy, Roman skulls found during Crossrail dig in London may be Boudicca victims, in The Guardian, 2 ottobre 2013.
52. ↑  (EN) H. Muir, Boudicca rampaged through the streets of south London, su newscientist.com. URL consultato il 31 ottobre 2020.
53. ↑  (EN) S. Frere, Verulamium Excavations, Society of Antiquaries of London, 1972, ISBN 0-85431-007-X.
54. ↑  Hingley-Unwin 2004, pp. 95-96.
55. ↑  (EN) K. Henshall, Folly and Fortune in Early British History: From Caesar to the Normans, Springer, 2008,  p. 55, ISBN 978-0230583795.
56. ↑  (EN) A.K. Goldsworthy, Pax Romana: war, peace, and conquest in the Roman world, New Haven, 2016, ISBN 978-0-300-17882-1, OCLC 941874968.
57. ↑  (EN) BBC – History – Boudicca, su bbc.co.uk. URL consultato il 17 aprile 2017.
58. ↑  (EN) Boudicca, in World History Encyclopedia. URL consultato il 17 aprile 2017 (archiviato dall'url originale il 26 maggio 2017).
59. ↑  (EN) Carroll KK, The Date of Boudicca's Revolt, in Britannia, vol. 10, 1979,  pp. 197-202, DOI:10.2307/526056.
60. ↑  (EN) Frere S, Britannia: A History of Roman Britain, 1987,  p. 73.
61. ↑  (EN) Messing Village, su messing-cum-inworth-pc.gov.uk. URL consultato il 16 aprile 2022 (archiviato dall'url originale il 30 maggio 2009).
62. ↑  (EN) Is Boudicca buried in Birmingham?, in BBC News Online, 25 maggio 2006. URL consultato il 9 settembre 2006.
63. ↑  (EN) Paulerspury – History, su paulerspury.org. URL consultato il 16 aprile 2022 (archiviato dall'url originale il 19 agosto 2010).
64. ↑  (EN) Paulerspury, su british-history.ac.uk, British History Online,  pp. 111-117.
65. ↑  (EN) G. Appleby, The Boudican Revolt: Countdown to Defeat, vol. 16, 2009.
66. ↑  (EN) J. Pegg, Landscape Analysis and Appraisal of Church Stowe, Northamptonshire,as a Candidate Site for the Battle of Watling Street, su academia.edu, 2010.
67. ↑  Tacito Annales, 14:39.
68. ↑  Svetonio, 39–40.
69. ↑  Tacito Agricola, 16-17.

### Fonti
- (LA) Cassio Dione, Romaiká.
- (LA) Eutropio, Breviarium, VII.
- (LA) Svetonio, Vite dei Cesari: Nerone, XVIII.
- (LA) Tacito, Annales.
- (LA) Tacito, Agricola.

### Studi Monografici
- (EN) M. Aldhouse-Green, Boudica Britannia, Londra, Taylor & Francis, 2006, ISBN 978-1-4058-1100-2.
- (EN) C.M. Bulst, The Revolt of Queen Boudicca in A.D. 60, in Historia: Zeitschrift für Alte Geschichte, 1961,  pp. 501-503.
- (EN) V. Collingridge, Boudica, Ebury Press, 2005, ISBN 0-091-89820-X.
- (EN) D.R. Dudley e Webster G, The Rebellion of Boudica, Londra, Routledge, 1962.
- (EN) A. Fraser, The Warrior Queens: Boadicea's Chariot, 1988.
- (EN) C.C. Gillespie, Boudica. Warrior Woman of Roman Britain, Oxford University Press, 2018, ISBN 978-0-19-060907-8.
- (EN) R. Hingley e C. Unwin, Boudica: Iron age Warrior Queen, 2004.
- (EN) M. Roberts, The Revolt of Boudicca (Tacitus, Annals 14.29–39) and the Assertion of Libertas in Neronian Rome, in American Journal of Philology, vol. 109, 1988,  pp. 118-132.
- (EN) P.R. Sealey, The Boudican Revolt against Rome, Shire Books, 2004, ISBN 0-7478-0618-7.
- (EN) G. Webster, Boudica: The British revolt against Rome, AD 60, rev., Londra, Routledge, 1999.
- (EN) Wright RP, Tile-Stamps of the Ninth Legion found in Britain, in Britannia, vol. 9, 1978,  pp. 379-382.

### Studi generali
- (EN) S. Frere, Britannia: a History of Roman Britain, 3ª ed., 1978.
- (EN) P. Salway, Roman Britain, Oxford, 1981.
- (EN) Welch GP, Britannia, the Roman Conquest and Occupation of Britain, Wesleyan University Press, 1963.
- (EN) P. Wilcox, Rome's enemies 2: Gallic and British Celts, Osprey Publishing, 1985.